# (Forgive Me) My Little Flower Princess
(Forgive Me) My Little Flower Princess (englisch für „Vergebe mir, meine kleine Blumenprinzessin“) ist ein Lied von John Lennon aus dem Jahr 1980, das von ihm geschrieben und in Kooperation mit Yoko Ono produziert wurde. Es erschien im Januar 1984 auf dem Album Milk and Honey.

## Hintergrund

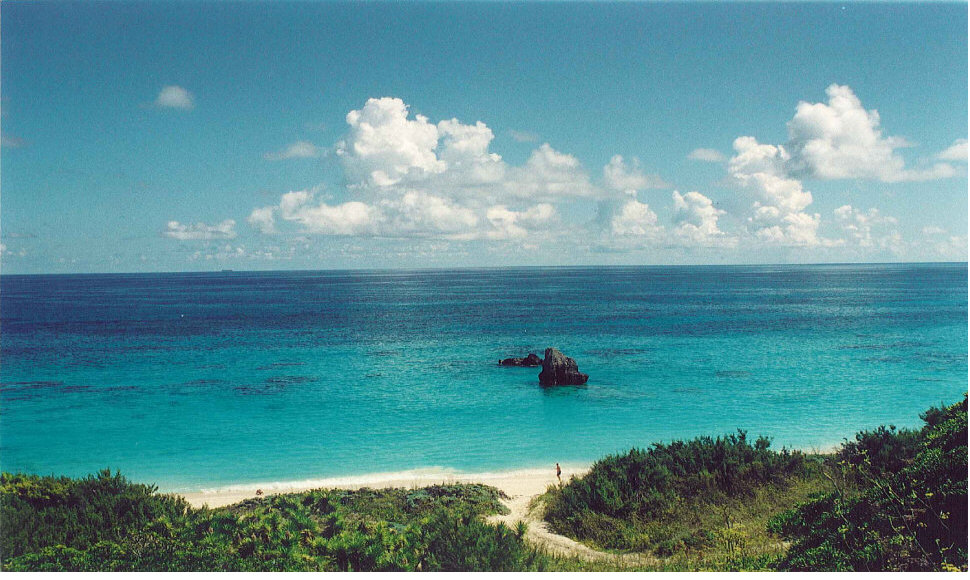
Küste von Bermuda, auf den Bermudas wurde Borrowed Time komponiert

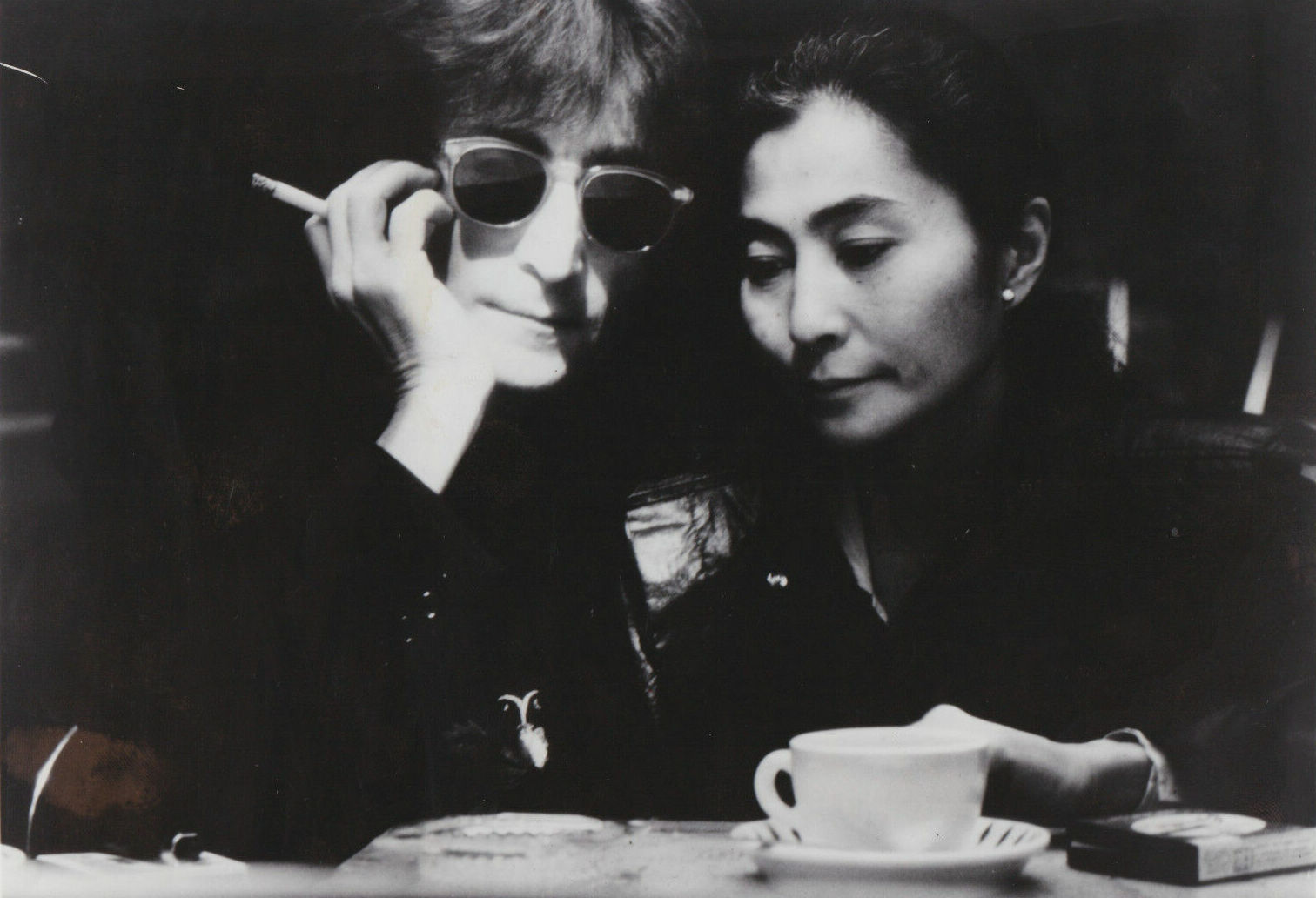
John Lennon und Yoko Ono, 1980

John Lennon verbrachte im Juni und Juli 1980 sieben Wochen auf den Bermudas. Während dieser Zeit schrieb er mehrere Songs und nahm Demos von weiteren Songs auf, darunter (Forgive Me) My Little Flower Princess. Seine handgeschriebenen Texte aus dieser Zeit sind mit „Fairylands July 1980“ vermerkt.
Das Lied wurde für Yoko Ono geschrieben und war eine Entschuldigung dafür, dass er sie verletzt oder beleidigt hatte. Wenn John Lennon (Forgive Me) My Little Flower Princess nach einer Meinungsverschiedenheit schrieb, zeigen der Text, dass Lennon von der Möglichkeit, Ono erneut zu verlieren, zutiefst betroffen war. So lautet eine Textzeile: „Was auch immer nötig ist, ich werde es versuchen. Der Rest meines Lebens werde ich dir danken“.
Lennon hatte schon früher in Liedern um Vergebung bei seiner Ehefrau gebeten, vor allem bei Jealous Guy (1971), Aisumasen (I'm Sorry) (1973) und I Know (I Know) (1973).
John Lennon verwendete für das Lied einen Reggaerhythmus. Reggae und Ska hatten Lennons Musik bereits 1964 mit I Call Your Name beeinflusst. John Lennon nahm (Forgive Me) My Little Flower Princess nicht vollständig auf, sodass es unfertig wirkt. Ob er vorhatte das Lied zu einem späteren Zeitpunkt neu aufzunehmen ist spekulativ. (Forgive Me) My Little Flower Princess wurde über drei Jahre nach seinem Tod unvollendet veröffentlicht.

## Aufnahme

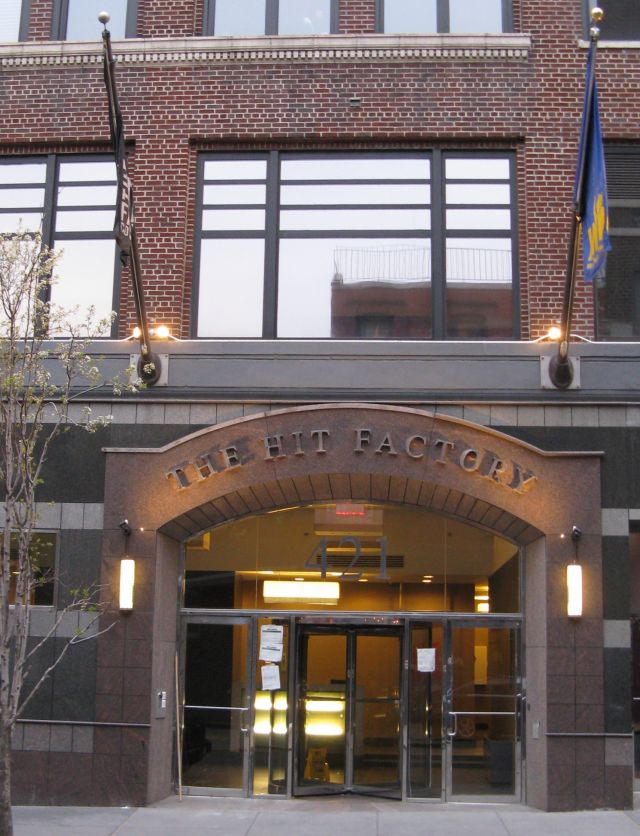
Aufnahmestudio The Hit Factory

Die Aufnahmesessions für (Forgive Me) My Little Flower Princess fanden am 14. August 1980, während der Double-Fantasy-Sessions, im Studio The Hit Factory in New York statt, wobei Jack Douglas, John Lennon und Yoko Ono als Produzenten fungierten. Lee DeCarlo, John Smith, James Ball, Tony Davillo und Julie Last waren die Toningenieure der Aufnahme.
(Forgive Me) My Little Flower Princess wurde nicht für das Album Double Fantasy verwendet und auch nicht fertiggestellt. Im Jahr 1983 nahm Yoko Ono die Arbeiten an dem Album Milk and Honey wieder auf. Die Abmischungen und weitere Bearbeitungen erfolgten in den A and R Studios und Sterling Sound Studios in New York sowie in den The Automatt Studios in San Francisco. Toningenieure waren Jon Smith, Michael Barbiero und Steve Thompson.
Obwohl der Musikproduzent Jack Douglas 1980 an der Produktion von (Forgive Me) My Little Flower Princess beteiligt war, wird er nicht als Koproduzent erwähnt. Ein Grund könnte gewesen sein, dass Yoko Ono und Jack Douglas seit Juli 1981 eine gerichtliche Auseinandersetzung über die Höhe der Produktionstantiemen für das Album Double Fantasy hatten.
Besetzung:
- John Lennon: Gesang, E-Gitarre
- Earl Slick: E-Gitarre
- Hugh McCracken: E-Gitarre
- Tony Levin: Bassgitarre
- George Small: Keyboard
- Andy Newmark: Schlagzeug
- Arthur Jenkins: Perkussion

## Veröffentlichung
- Am 23. Januar 1984 erschien das Album Milk and Honey auf dem sich (Forgive Me) My Little Flower Princess befindet.
- (Forgive Me) My Little Flower Princess befindet sich auf folgendem John Lennon-Kompilationsalbum: Lennon und Signature Box.

## Coverversionen
Es gibt mindestens eine Coverversion von (Forgive Me) My Little Flower Princess.